# Wallace Distelmeyer
Wallace Distelmeyer (né le 14 juillet 1926 à Kitchener, Ontario et mort le 23 décembre 1999 à Oakville, Ontario) est un ancien patineur artistique canadien.

## Biographie

### Carrière sportive
Il patinait en couple avec Suzanne Morrow. Ensemble, ils ont gagné la médaille de bronze aux Jeux olympiques et aux Championnats du monde de 1948. Ils sont les premiers canadiens en couple à avoir remporté une médaille aux Jeux olympiques et aux championnats du monde.
Ils ont été les premiers patineurs à exécuter une spirale de la mort en position basse telle qu'on la connait aujourd'hui.
Wallace a également participé à des compétitions en simple. Il a remporté le titre de champion canadien en 1948, en plus du titre national de niveau Junior en 1946. Il a aussi remporté le titre national en danse sur glace, toujours avec Suzanne Morrow, en 1948.
Avant de faire équipe avec Suzanne Morrow, Wallace a patiné avec Floraine Ducharme. Ils ont gagné le titre national de niveau Junior en couple en 1942. Ensuite, Wallace a remporté le titre national avec Joyce Perkins en 1946. Ironiquement, ils étaient devant Suzanne Morrow qui patinait avec Norris Bowden. Ils ont également remporté des médailles en danse sur glace durant cette même année.

### Reconversion
Après sa carrière amateur, Wallace est devenu entraîneur de patinage artistique. Il a été admis au Temple de la renommée de Patinage Canada avec Suzanne Morrow, en 1992.

## Palmarès
Dans la catégorie des couples artistiques, Wallace Distelmeyer patine successivement avec Floraine Ducharme (1942), Joyce Perkins (1946) et Suzanne Morrow (1947-1948). Il patine également avec Suzanne Morrow dans la catégorie de danse sur glace en 1948.
| Compétitions en indivividuel                                       | 1942 | 1943 | 1944 | 1945 | 1946 | 1947 | 1948 |  |  |  |  |  |  |  |
| Jeux olympiques d'hiver                                            |      |      | JA   |      |      |      | 12e  |  |  |  |  |  |  |  |
| Championnats du monde                                              | CA   | CA   | CA   | CA   | CA   |      | 9e   |  |  |  |  |  |  |  |
| Championnats d’Amérique du Nord                                    |      | CA   |      | CA   |      | 3e   |      |  |  |  |  |  |  |  |
| Championnats du Canada                                             |      | CA   |      |      |      | 2e   | 1er  |  |  |  |  |  |  |  |
|                                                                    |      |      |      |      |      |      |      |  |  |  |  |  |  |  |
| Compétitions en couple                                             | 1942 | 1943 | 1944 | 1945 | 1946 | 1947 | 1948 |  |  |  |  |  |  |  |
| Jeux olympiques d'hiver                                            |      |      | JA   |      |      |      | 3e   |  |  |  |  |  |  |  |
| Championnats du monde                                              | CA   | CA   | CA   | CA   | CA   |      | 3e   |  |  |  |  |  |  |  |
| Championnats d’Amérique du Nord                                    |      | CA   |      | CA   |      | 1er  |      |  |  |  |  |  |  |  |
| Championnats du Canada                                             | 2e   | CA   |      |      | 1er  | 1er  | 1er  |  |  |  |  |  |  |  |
|                                                                    |      |      |      |      |      |      |      |  |  |  |  |  |  |  |
| Compétition en danse sur glace                                     | 1942 | 1943 | 1944 | 1945 | 1946 | 1947 | 1948 |  |  |  |  |  |  |  |
| Championnats du Canada                                             |      |      |      |      |      |      | 1er  |  |  |  |  |  |  |  |
| Légende : JA = Jeux olympiques annulés ; CA = Championnats annulés |      |      |      |      |      |      |      |  |  |  |  |  |  |  |